# オレンジ (SPYAIRのアルバム)
『オレンジ』は、日本のロックバンド・SPYAIRの2枚目のEP。2024年2月14日にSony Music Associated Recordsからリリースされた。

## 概要
『轍〜Wadachi〜』以来、約3年ぶりとなるEP作品。表題曲「オレンジ」は、映画『劇場版ハイキュー!! ゴミ捨て場の決戦』の主題歌となっており、『ハイキュー!!』とのコラボは4度目となる。
カップリングにはSPYAIRの歴代『ハイキュー!!』テーマソングを、ニューバージョンと題し2代目ボーカル・YOSUKEのボーカルで改めてレコーディングされたものを収録。
通常盤と期間生産限定盤の2形態で販売され、期間限定盤のカバービジュアルは『劇場版ハイキュー!! ゴミ捨て場の決戦』描き下ろしイラスト大型紙ジャケット仕様となっている。
「オレンジ」の歌詞は歴代テーマ曲のアンサーソングのようなものとなっており、歴代テーマ曲の歌詞からそのまま引用されたフレーズや、歴代テーマ曲の歌詞と対になっているフレーズがある。
ストリーミング・ソング・チャートでは、2024年2月21日公開チャートで32位にデビュー。初の1週間フル集計となった2月28日公開チャートでは8位にジャンプアップし、自身初のトップ10入りを果たした。また、Billboard JAPANチャートにおけるストリーミングの累計再生回数が自身初の1億回を突破した。

## 収録内容
| 全作詞: MOMIKEN。 | |           |           |                  |      |
| #                 | タイトル | 作詞      | 作曲      | 編曲             | 時間 |
| 1.                | 「オレンジ」(映画『劇場版ハイキュー!! ゴミ捨て場の決戦』主題歌 TBSテレビ、BS-TBS「バレーボールネーションズリーグ2024」テーマソング) | MOMIKEN   | UZ        | UZ & tasuku      | 3:55 |
| 2.                | 「イマジネーション - New Version -」                                                                                                | MOMIKEN   | UZ        | UZ               | 2:58 |
| 3.                | 「アイム・ア・ビリーバー - New Version -」                                                                                          | MOMIKEN   | UZ        | UZ               | 3:37 |
| 4.                | 「One Day - New Version -」 | MOMIKEN   | MOMIKEN   | MOMIKEN & tasuku | 3:28 |
| 5.                | 「オレンジ (Instrumental)」 | MOMIKEN   |           |                  | 3:55 |
| 6.                | 「イマジネーション - New Version - (Instrumental)」                                                                                 | MOMIKEN   |           |                  | 2:58 |
| 7.                | 「アイム・ア・ビリーバー - New Version - (Instrumental)」                                                                           | MOMIKEN   |           |                  | 3:37 |
| 8.                | 「One Day - New Version - (Instrumental)」                                                                                          | MOMIKEN   |           |                  | 3:27 |
| 合計時間:         | 合計時間: | 合計時間: | 合計時間: | 27:55            |      |

## カバー
- Afterglow［美竹蘭（佐倉綾音）］ - 2025年3月18日にゲーム『バンドリ! ガールズバンドパーティ!』に追加収録。